# John Ogilvie
John Ogilvie (Drum-na-Keith, 1579 – Glasgow, 10 marzo 1615) è stato un missionario inglese della Compagnia di Gesù, martire per la fede, dichiarato santo da papa Paolo VI nel 1976.

## Biografia
Nato in Scozia nel clan Ogilvy, famiglia di fede riformata, si trasferì a Douai per motivi di studio e, all'età di diciassette anni, aderì al cattolicesimo; fu poi a Lovanio e, nel 1599, entrò nella Compagnia di Gesù a Olomouc. Svolse il suo ministero in Austria e in Francia. Nel 1613 ottenne di poter rientrare in patria come missionario.
Scoperto, venne arrestato e condannato a morte con l'accusa di lesa maestà: la sentenza venne eseguita a Glasgow per impiccagione.
Venne beatificato nel 1929 e proclamato santo da papa Paolo VI il 17 ottobre 1976: la sua memoria viene celebrata il 10 marzo.